# Frederico Paredes
Frederico Paredes (31 de janeiro de 1889 — 4 de novembro de 1972) foi um atleta esgrimista olímpico português.
Ganhou a medalha de bronze de equipas de florete nos Jogos Olímpicos de 1928, juntamente com Mário de Noronha, Paulo d'Eça Leal, Jorge de Paiva, João Sasseti e Henrique da Silveira.